# Richard Cassels
Richard Cassels noto anche come Richard Castle (Kassel, 1690 – Kildare, 1751) è stato un architetto irlandese.

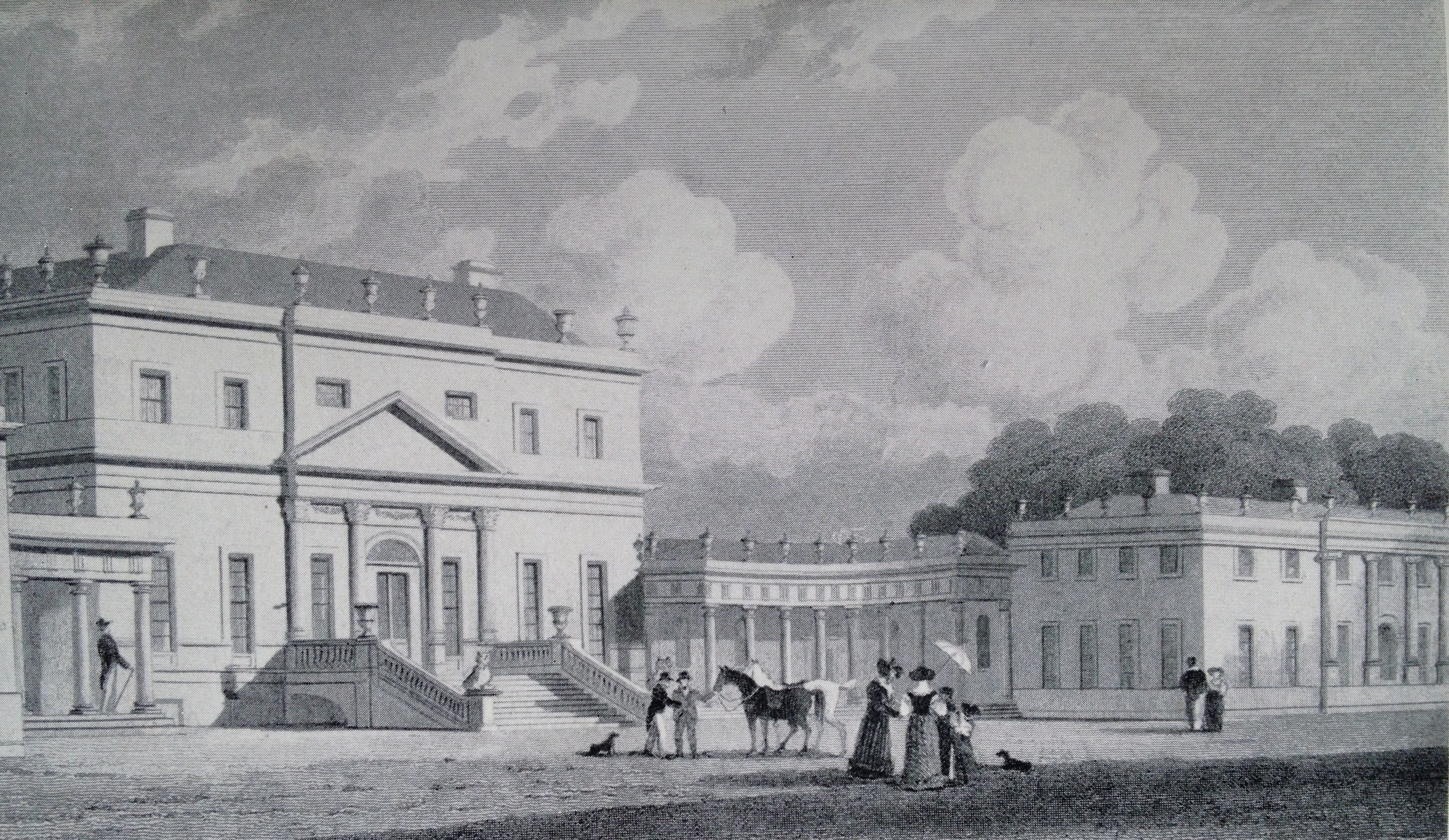
Il Palladianesimo irlandese: Russborough House, una delle numerose ville realizzate in Irlanda da Richard Cassels

È insieme a Edward Lovett Pearce uno dei principali architetti irlandesi del XVIII secolo. Cassels nacque in Germania da una famiglia di origine franco-olandese con una grande tradizione nell'architettura.
Richard Cassels arrivò in Irlanda nel 1728, quando Gustavus Hume della contea di Fermanagh lo chiamò per realizzare una villa sulle rive di Lough Erne. Subito dopo l'arrivo in Irlanda, Cassels aprì uno studio da architetto a Dublino, una città che all'epoca era ricca di fermenti architettonici: in quel periodo Edward Lovett Pearce, appena arrivato in città, stava lavorando alla Castletown House e al Palazzo del Parlamento irlandese, entrambi edifici progettati in stile palladiano. Cassels era attirato dagli ideali di Andrea Palladio e Vitruvio, ma apprezzava anche lo stile barocco.
A Dublino Cassels lavorò al Palazzo del Parlamento con Pearce, suo mentore e amico. La prima opera affidata interamente a lui fu la Printing House del Trinity College, progettata per ricordare un tempio con un portico dorico, una caratteristica che Cassels avrebbe conservato in molti dei suoi lavori giovanili. Nella maturità, Cassels si limitò a simulare il portico, piazzando alcuni pilastri a reggere un architrave nel punto focale della facciata. Questo portico cieco è una caratteristica che conservò nel suo capolavoro, la Leinster House, costruita fra il 1745 e il 1751. Dopo la morte di Lovett Pearce, nel 1733, Cassels diventò il principale architetto palladiano in Irlanda.

## Opere principali
Fra le sue opere vanno segnalate:
- Printing House del Trinity College
- Carton House (1739)
- Russborough House (1742)
- Summerhill
- Powerscourt House (1741)
- Tyrone House (1740)
- Leinster House (1745)
- Rotunda Hospital (1757)